# María Dolores Eguren Aspeteguía
María Dolores Eguren Aspeteguía (Pamplona, 31 d'octubre de 1956) va ser una política navarresa la primera dona que ocupà el càrrec de Presidenta del Parlament de Navarra.
Estudià Ciències Empresarials a Pamplona i Sevilla i esdevení funcionària per oposició per a l'administració foral. El 1987 va ser parlamentària de Navarra. El 1989 s'afilià al PSN-PSOE i va ser part de la Comissió Executiva del partit entre 1991 i 1994. Com a parlamentària de Navarra del PSOE en la III Legislatura (1991-1995). El 26 de juny de 1995 va ser elegida Presidenta del Parlament de Navarra amb el suport del grup socialista, la convergència de demòcrates navarresos i Eusko Alkartasuna.